# Фергес
Фергес или Фергус (англ. Fergus, ирл. An Forghas) — река в графстве Клэр Ирландии. Её длина — 61 километр. Она течёт в эстуарий Шаннон, на ней есть остров Траммер; мосты через реку есть только в городе Эннис, их шесть. Кроме Энниса, на реке расположены Клэркасл, Корофин, Ньюмаркет-он-Фергус.